# Ліга чемпіонів УЄФА 2000—2001
Ліга чемпіонів УЄФА 2000–2001 — 46-й турнір між найкращими клубами європейських країн і 9-й такий турнір у форматі Ліги чемпіонів УЄФА. Фінал відбувся на «Сан-Сіро» в Мілані 23 травня 2001 року. Переможцем стала німецька «Баварія», здобувши перемогу над іспанською «Валенсією» лише в серії післяматчевих пенальті.

## Кваліфікаційні раунди

### Перший кваліфікаційний раунд
| Команда 1       | Заг.   | Команда 2     | 1-й матч | 2-й матч |
| --------------- | ------ | ------------- | -------- | -------- |
| Біркіркара      | 2:6    | КР            | 1:2      | 1:4      |
| Ф91 Дюделанж    | 0:6    | Левскі        | 0:4      | 0:2      |
| Гака            | (ч)2:2 | Лінфілд       | 1:0      | 1:2      |
| Клаксвік        | 0:5    | Црвена Звезда | 0:3      | 0:2      |
| Нью-Сейнтс      | 2:6    | Левадія       | 2:2      | 0:4      |
| Ширак           | 2:3    | БАТЕ          | 1:1      | 1:2      |
| Сконто          | 3:5    | Шамкір        | 2:1      | 1:4(о)   |
| Слога Югомагнат | 1:2    | Шелбурн       | 0:1      | 1:1      |
| Тирана          | 4:6    | Зімбру        | 2:3      | 2:3      |
| Каунас          | 4:3    | Бротньо       | 4:0      | 0:3      |

### Другий кваліфікаційний раунд
| Команда 1         | Заг. | Команда 2           | 1-й матч | 2-й матч |
| ----------------- | ---- | ------------------- | -------- | -------- |
| Андерлехт         | 4-2  | Анортосіс           | 4-2      | 0-0      |
| Бешикташ          | 2-1  | Левскі              | 1-0      | 1-1      |
| Брондбю           | 3-1  | КР                  | 3-1      | 0-0      |
| Динамо (Бухарест) | 4-7  | Полонія             | 3-4      | 1-3      |
| Рейнджерс         | 4-1  | Каунас              | 4-1      | 0-0      |
| Гака              | 0-1  | Інтер (Братислава)  | 0-0      | 0-1(о)   |
| Гельсінборг       | 3-0  | БАТЕ                | 0-0      | 3-0      |
| Црвена Звезда     | 4-2  | Торпедо (Кутаїсі)   | 4-0      | 0-2      |
| Шахтар            | 9-2  | Левадія             | 4-1      | 5-1      |
| Славія            | 5-1  | Шамкір              | 1-0      | 4-1      |
| Шелбурн           | 2-4  | Русенборг           | 1-3      | 1-1      |
| Штурм             | 5-1  | Хапоель (Тель-Авів) | 3-0      | 2-1      |
| Зімбру            | 2-1  | Марибор             | 2-0      | 0-1      |
| Гайдук            | 2-4  | Дунаферр            | 0-2      | 2-2      |

### Третій кваліфікаційний раунд
| Команда 1          | Заг.     | Команда 2          | 1-й матч | 2-й матч |
| ------------------ | -------- | ------------------ | -------- | -------- |
| Тіроль             | 1-4      | Валенсія           | 0-0      | 1-4      |
| Зімбру             | 0-2      | Спарта             | 0-1      | 0-1      |
| Брондбю            | 0-2      | Гамбург            | 0-2      | 0-0      |
| Гельсінборг        | 1-0      | Інтернаціонале     | 1-0      | 0-0      |
| Бешикташ           | 6-1      | Локомотив (Москва) | 3-0      | 3-1      |
| Інтер (Братислава) | 2-4      | Ліон               | 1-2      | 1-2      |
| Андерлехт          | 1-0      | Порту              | 1-0      | 0-0      |
| Герфольге          | 0-6      | Рейнджерс          | 0-3      | 0-3      |
| Динамо (Київ)      | 1-1 (ч)  | Црвена Звезда      | 0-0      | 1-1      |
| Полонія (Варшава)  | 3-4      | Панатінаїкос       | 2-2      | 1-2      |
| Лідс Юнайтед       | 3-1      | Мюнхен 1860        | 2-1      | 1-0      |
| Штурм              | 3-2      | Феєнорд            | 2-1      | 1-1      |
| Дунайварош         | 3-4      | Русенборг          | 2-2      | 1-2      |
| Санкт-Галлен       | 3-4      | Галатасарай        | 1-2      | 2-2      |
| Мілан              | 6-1      | Динамо (Загреб)    | 3-1      | 3-0      |
| Шахтар             | 2-1 (дч) | Славія             | 0-1      | 2-0      |

## Перший груповий етап
До першого групового етапу, що складався з 8 груп по 4 команди в кожній, увійшли:
- 16 переможців третього кваліфікаційного раунду
- 10 чемпіонів країн, що посідають місця з 1-го по 10-те в таблиці коефіцієнтів УЄФА.
- 6 команд, що посіли 2-ге місце в країнах з 1-го по 6-те місце в таблиці коефіцієнтів УЄФА.

Команди, що зайняли 1—2 місця у своїх групах, пройшли до другого групового етапу; команди з 3-іх місць у групах пройшли до третього раунду Кубка УЄФА.
| Легенда до кольорів                                        |
| ---------------------------------------------------------- |
| Команди, що пройшли в другий груповий етап                 |
| Команди, що пройшли до Кубка УЄФА 2000–2001                |
| Команди, що припинили участь у єврокубках сезону 2000–2001 |